# 2016-os GP2 monacói nagydíj
A 2016-os GP2 monacói nagydíj volt a 2016-os GP2-szezon második futama. A versenyeket május 26. és 28. között rendezték Monte-Carlóban. A főversenyt Artyom Markelov, míg a sprintversenyt Macusita Nobuharu nyerte meg.

## Időmérő
A monacói nagydíj időmérő edzését május 26-án, délután tartották. A pole-pozíciót Szergej Szirotkin szerezte meg Norman Nato és Alex Lynn előtt.
| Helyezés | Rajtszám | Versenyző          | Csapat              | ,,A’’ csoport | ,,B’’ csoport | Körök |
| -------- | -------- | ------------------ | ------------------- | ------------- | ------------- | ----- |
| 1.       | 2        | Szergej Szirotkin  | ART Grand Prix      |               | 1:19,186      | 9     |
| 2.       | 3        | Norman Nato        | Racing Engineering  | 1:19,894      |               | 11    |
| 3.       | 4        | Jordan King        | Racing Engineering  |               | 1:19,691      | 12    |
| 4.       | 7        | Mitch Evans        | Campos Racing       | 1:19,962      |               | 11    |
| 5.       | 22       | Oliver Rowland     | MP Motorsport       |               | 1:19,852      | 12    |
| 6.       | 5        | Alex Lynn          | DAMS                | 1:20,014      |               | 10    |
| 7.       | 20       | Antonio Giovinazzi | Prema Racing        |               | 1:19,972      | 11    |
| 8.       | 9        | Raffaele Marciello | Russian Time        | 1:20,601      |               | 10    |
| 9.       | 6        | Nicholas Latifi    | DAMS                |               | 1:20,182      | 11    |
| 10.      | 15       | Luca Ghiotto       | Trident             | 1:20,630      |               | 11    |
| 11.      | 12       | Arthur Pic         | Rapax               |               | 1:20,360      | 11    |
| 12.      | 1        | Macusita Nobuharu  | ART Grand Prix      | 1:20,744      |               | 10    |
| 13.[1]   | 18       | Sergio Canamasas   | Carlin              |               | 1:20,600      | 10    |
| 14.      | 19       | Marvin Kirchhöfer  | Carlin              | 1:21,016      |               | 10    |
| 15.      | 8        | Sean Gelael        | Campos Racing       |               | 1:20,877      | 12    |
| 16.[1]   | 21       | Pierre Gasly       | Prema Racing        | 1:21,381      |               | 6     |
| 17.      | 10       | Artyom Markelov    | Russian Time        |               | 1:22,160      | 7     |
| 18.      | 11       | Gustav Malja       | Rapax               | 1:21,965      |               | 11    |
| 19.      | 15       | Philo Paz Armand   | Trident             |               | 1:22,707      | 11    |
| 20.      | 23       | Daniël de Jong     | MP Motorsport       | 1:21,978      |               | 11    |
| 21.[2]   | 24       | Nabil Jeffri       | Arden International |               | 1:22,722      | 12    |
| 22.      | 25       | Jimmy Eriksson     | Arden International | 1:22,029      |               | 11    |

Megjegyzések:
- ↑ 1:  Sergio Canamasasnak és Pierre Gasly-nak a boxutcából kellett indulniuk, mivel mindketten elmulasztották a mérlegelést.[1]
- ↑ 2:  Nabil Jeffri az időmérő során feltartotta Markelovot, ezért 3 rajthelyes büntetést kapott. A rajtrácson nem tudta letölteni büntetését, ezért neki is a boxutcából kellett rajtolnia.[1]

## Főverseny
A monacói nagydíj főversenyét május 27-én, délután tartották. Szirotkin nem rajtolt jól, Nato könnyedén átugrotta az oroszt, sőt majdnem King is befért mellé. A negyedik helyért Evans és Rowland csatáztak, majd lassan Lynn is csatlakozott hozzájuk. Evans a heves védekezésében átvágta az alagút utáni sikánt, mely miatt 5 másodperces büntetést kapott. Eközben a boxutcából induló Gasly és Eriksson ütköztek a Rascasse kanyarban, mely miatt virtuális biztonsági autó alatt köröztek a versenyzők. Az újraindításnál Rowland azonnal megelőzte Evanst és feljött a negyedik helyre. Markelov ekkor már a kilencedik helyen haladt és éppen Latifival küzdött, amikor a kanadai az alagútban ütközött és kellett állnia a versenyből. A 22. körben bekövetkezett az igazi dráma: a spanyol főversenyen hibázó Szirotkin ismét hibázott. Az orosz az uszoda kijáratnánál támadta túl keményen a rázókövet és végezte a szalagkorlátban. A baleset után Nato és King vezették a versenyt, de a brit is hibázott majd kiállt. Nato a 31. körben állt ki kerékcserére, de a lassú kiállása miatt éppenhogy csak az egy körrel korábban érkező Rowland elé jött vissza. A 36. körben Ghiotto autója megállt, ismét pályára jött a virtuális biztonsági autó, ez pedig lehetőséget adott a 15. helyről rajtoló Markelovnak, hogy kijöjjön a kötelező boxkiállásra. Az orosz végül visszaállt az élre, és Nato kemény támadásait kivédve szerezte meg az első futamgyőzelmét. Nato ismét dobogóra állt, a harmadik helyen pedig Rowland ért be.
| Helyezés                                    | Rajtszám | Versenyző          | Csapat              | Futott kör | Idő/Kiesés oka | Rajthely | Pont |
| ------------------------------------------- | -------- | ------------------ | ------------------- | ---------- | -------------- | -------- | ---- |
| 1.                                          | 10       | Artyom Markelov    | Russian Time        | 40         | 1:01:27,183    | 15       | 25+2 |
| 2.                                          | 3        | Norman Nato        | Racing Engineering  | 40         | +1,541         | 2        | 18   |
| 3.                                          | 22       | Oliver Rowland     | MP Motorsport       | 40         | +3,187         | 5        | 15   |
| 4.                                          | 5        | Alex Lynn          | DAMS                | 40         | +8,239         | 6        | 12   |
| 5.                                          | 7        | Mitch Evans        | Campos Racing       | 40         | +11,723        | 4        | 10   |
| 6.                                          | 9        | Raffaele Marciello | Russian Time        | 40         | +15,025        | 8        | 8    |
| 7.                                          | 19       | Marvin Kirchhöfer  | Carlin              | 40         | +21,153        | 13       | 6    |
| 8.                                          | 1        | Macusita Nobuharu  | ART Grand Prix      | 40         | +21,582        | 12       | 4    |
| 9.                                          | 23       | Daniël de Jong     | MP Motorsport       | 40         | +22,343        | 18       | 2    |
| 10.                                         | 12       | Arthur Pic         | Rapax               | 40         | +23,333        | 11       | 1    |
| 11.[1]                                      | 20       | Antonio Giovinazzi | Prema Racing        | 40         | +20,037        | 7        |      |
| 12.                                         | 18       | Sergio Canamasas   | Carlin              | 40         | +30,192        | Boxutca  |      |
| 13.                                         | 8        | Sean Gelael        | Campos Racing       | 40         | +31,295        | 14       |      |
| 14.[1]                                      | 11       | Gustav Malja       | Rapax               | 40         | +34,900        | 16       |      |
| 15.                                         | 21       | Pierre Gasly       | Prema Racing        | 40         | +49,748        | Boxutca  |      |
| 16.                                         | 14       | Philo Paz Armand   | Trident             | 39         | +1 kör         | 17       |      |
| Ki                                          | 15       | Luca Ghiotto       | Trident             | 35         | Elektronika    | 10       |      |
| Ki                                          | 25       | Jimmy Eriksson     | Arden International | 32         | Kiállt         | 19       |      |
| Ki                                          | 4        | Jordan King        | Racing Engineering  | 27         | Kiállt         | 3        |      |
| Ki                                          | 24       | Nabil Jeffri       | Arden International | 23         | Baleset        | Boxutca  |      |
| Ki                                          | 2        | Szergej Szirotkin  | ART Grand Prix      | 22         | Baleset        | 1        | 4    |
| Ki                                          | 6        | Nicholas Latifi    | DAMS                | 21         | Baleset        | 9        |      |
| Leggyorsabb kör: Artyom Markelov (1:22,017) |          |                    |                     |            |                |          |      |

Megjegyzések:
- ↑ 1:  Antonio Giovinazzi és Gustav Malja 5 másodperces időbüntetésben részesült kanyarlevágásért.[4]

## Sprintverseny
A monacói nagydíj sprintversenyét május 28-án, délelőtt tartották. Eredetileg Kirchhöfer indult volna a pole-pozícióból, de Giovinazzi büntetése után Macusita örökölte meg ez a pozíciót. A japán nem rajtolt nagyon jól, Kirchhöfer már majdnem megleőzte, de későbbi fékezését kihasználva meg tudta tartani vezető helyét. Sok változás nem történt a rajtnál, egyedül Nato tudta lerajtonli Rowlandet. A versenye elején be kellett iktatni a virtuális biztonsági autót, miután Gelael elmérte az első kanyart. A verseny nagyjából egy harmadánál Szirotkin alatt egész egyszerűen megállt az autó és folytatódott az orosz versenyző elképesztő pechszériája. Macusita az élen körről körre növelte előnyét Kirchhöferrel szemben, akinek a verseny vége felé már védekeznie kellett Marciello ellen. Mögöttük Evans haladt, távol bármiféle csatától. Mögötte azonban Lynn, Nato, Rowland és a főverseny győztese, Markelov egymás mögött, vonatban köröztek, de előzni egyikük sem tudott. Macusita az élen csak úgy dobálta a leggyorsabb köröket a tiszta pályán. A két pontért csak egy kíhívója akadt, Nato, aki még a forgalomban is képes volt gyors köröket futni. Macusita végül több, mint 13 másodperces előnnyel nyert, megfutva a verseny leggyorsabb körét is. Kirchhöfer mindössze negyedik versenyén állhatott fel a dobogóra Marciello előtt. A pontszerző helyeken még Evans, Lynn, Nato, Rowland és Markelov értek célba. Monaco specialistája, Sergio Canamasas az előző évekhez hűen ismét parádés előzéseket mutatott be, főleg a Rascasse kanyarban, de ez is csak a 10. helyre volt elég.
| Helyezés                                      | Rajtszám | Versenyző          | Csapat              | Körök | Idő/Kiesés oka | Rajthely | Pont |
| --------------------------------------------- | -------- | ------------------ | ------------------- | ----- | -------------- | -------- | ---- |
| 1.                                            | 1        | Macusita Nobuharu  | ART Grand Prix      | 30    | 41:59,392      | 1        | 15+2 |
| 2.                                            | 19       | Marvin Kirchhöfer  | Carlin              | 30    | +13,660        | 2        | 12   |
| 3.                                            | 9        | Raffaele Marciello | Russian Time        | 30    | +15,453        | 3        | 10   |
| 4.                                            | 7        | Mitch Evans        | Campos Racing       | 30    | +20,894        | 4        | 8    |
| 5.                                            | 5        | Alex Lynn          | DAMS                | 30    | +32,560        | 5        | 6    |
| 6.                                            | 3        | Norman Nato        | Racing Engineering  | 30    | +33,038        | 7        | 4    |
| 7.                                            | 22       | Oliver Rowland     | MP Motorsport       | 30    | +33,594        | 6        | 2    |
| 8.                                            | 10       | Artyom Markelov    | Russian Time        | 30    | +33,874        | 8        | 1    |
| 9.                                            | 12       | Arthur Pic         | Rapax               | 30    | +36,777        | 10       |      |
| 10.                                           | 18       | Sergio Canamasas   | Carlin              | 30    | +47,646        | 12       |      |
| 11.                                           | 23       | Daniël de Jong     | MP Motorsport       | 30    | +54,291        | 9        |      |
| 12.                                           | 11       | Gustav Malja       | Rapax               | 30    | +55,476        | 14       |      |
| 13.                                           | 21       | Pierre Gasly       | Prema Racing        | 30    | +55,981        | 15       |      |
| 14.                                           | 15       | Luca Ghiotto       | Trident             | 30    | +56,501        | 17       |      |
| 15.                                           | 25       | Jimmy Eriksson     | Arden International | 30    | +58,682        | 18       |      |
| 16.                                           | 4        | Jordan King        | Racing Engineering  | 30    | +1:09,193      | 19       |      |
| 17.                                           | 24       | Nabil Jeffri       | Arden International | 30    | +1:17,922      | 20       |      |
| 18.                                           | 20       | Antonio Giovinazzi | Prema Racing        | 30    | +1:17,997      | Boxutca  |      |
| Ki                                            | 6        | Nicholas Latifi    | DAMS                | 13    | Kiáltt         | 22       |      |
| Ki                                            | 2        | Szergej Szirotkin  | ART Grand Prix      | 10    | Mechanika      | 21       |      |
| Ki                                            | 8        | Sean Gelael        | Campos Racing       | 7     | Baleset        | 13       |      |
| Ki                                            | 14       | Philo Paz Armand   | Trident             | 3     | Baleset        | 16       |      |
| Leggyorsabb kör: Macusita Nobuharu (1:21,554) |          |                    |                     |       |                |          |      |

## A bajnokság állása
(Teljes táblázat)
| H  | Versenyzők         | Pont | H  | Konstruktőrök      | Pont |
| -- | ------------------ | ---- | -- | ------------------ | ---- |
| 1. | Norman Nato        | 49   | 1. | Russian Time       | 76   |
| 2. | Artyom Markelov    | 48   | 2. | Racing Engineering | 65   |
| 3. | Alex Lynn          | 41   | 3. | DAMS               | 61   |
| 4. | Pierre Gasly       | 33   | 4. | Prema Racing       | 33   |
| 5. | Raffaele Marciello | 28   | 5. | Carlin             | 28   |